# Stanislav Sucharda

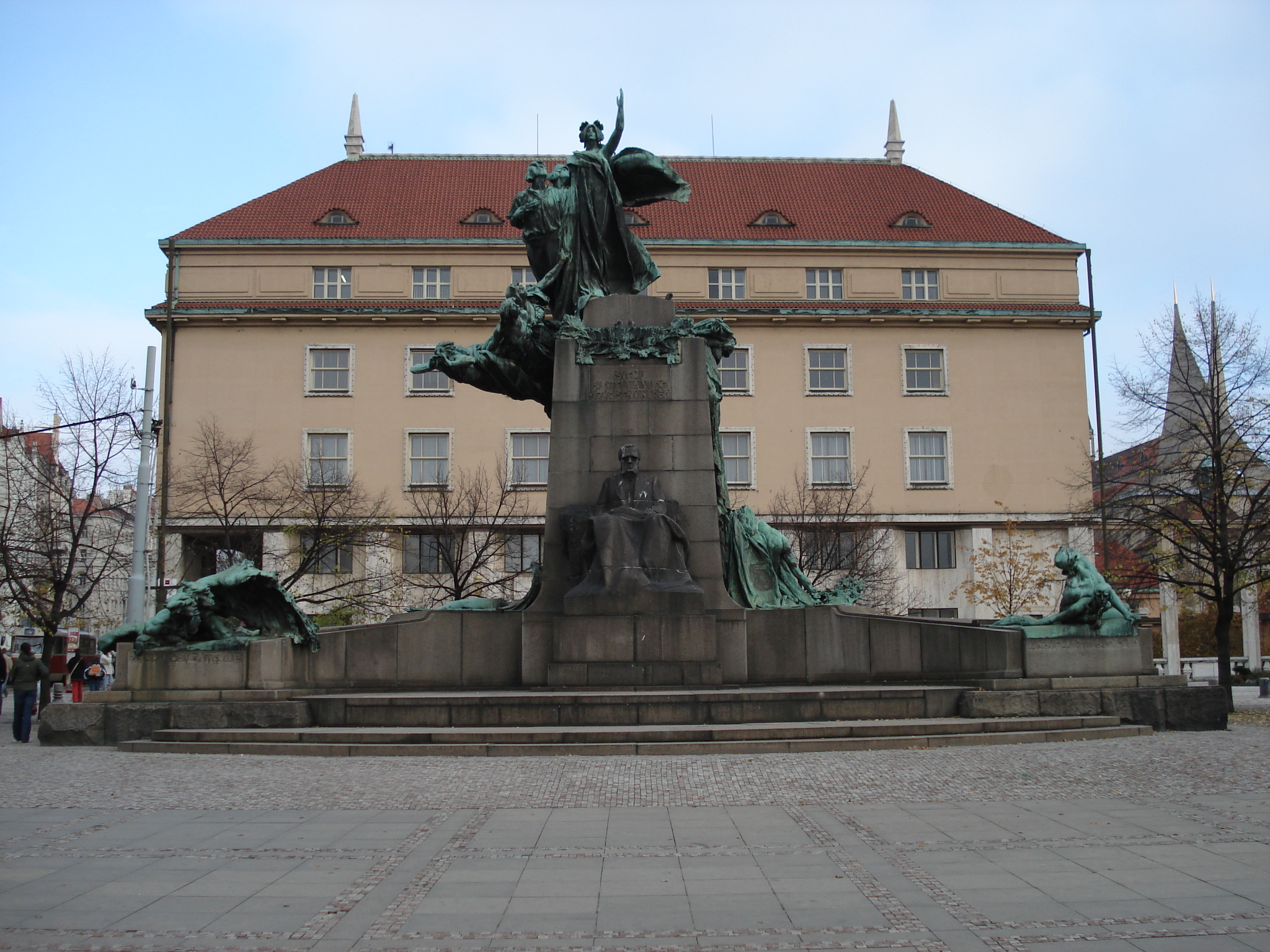
Denkmal für František Palacký

Stanislav Sucharda (* 12. November 1866 in Neupaka, Bezirk Neupaka, Böhmen; † 5. Mai 1916 in Prag) war ein tschechischer Bildhauer und Medailleur.

## Leben
Sucharda wurde im Podhorecký mlýn als Sohn von Antonín Sucharda und der Müllerstochter Anička, geborene Šádkova, geboren. Er studierte zunächst in Pardubice, dann an der Wiener Kunstakademie und setzte seine Studien im Fach Figürliche Bildkunst bei Josef Václav Myslbek an der Prager Kunsthandwerksschule fort.
1892 erhielt er für seine Lünette „Wiegenlied“ einen Preis des Wiener Künstlerhauses. Sucharda schuf anfänglich zahlreiche Plaketten und Medaillen mit Märchen- und Fabelmotiven sowie Auftragswerke u. a. für die Prager Sparkasse, den Wilson-Bahnhof, die Landesbank und das Neue Rathaus der Prager Altstadt.
1898 begann Sucharda mit seinem Hauptwerk, einem Denkmal für František Palacký. Als Vorsteher des Kunstvereins „Mánes“ zeichnete er 1902 für die erste Ausstellung Auguste Rodins außerhalb Frankreichs verantwortlich. Gemeinsam mit Jan Kotěra finanzierte er den Bau des Ausstellungspavillons im Prager Kinský-Garten. Im Jahre 1915 wurde er als Professor an die Prager Akademie für Kunst berufen.
Er war der Bruder des Bildhauers und Restaurators Vojtěch Sucharda.

## Werke (Auswahl)
- František-Palacký-Denkmal auf dem Palacký-Platz in Prag (1898–1912)

## Publikationen
- Padesát plaket, medaillí a podobizen, 1912